# Paurocephala tuxtlaensis
Paurocephala tuxtlaensis är en insektsart som beskrevs av Conconi 1972. Paurocephala tuxtlaensis ingår i släktet Paurocephala och familjen rundbladloppor. Inga underarter finns listade i Catalogue of Life.